# Freddie Wiles
Robert Frederick Wiles (20 novembre 1914 - entre le 1er avril et le 30 juin 1983), connu sous le nom de Freddie Wiles, était un acteur britannique surtout connu pour avoir joué le rôle de Goddard dans Are You Being Served?. Cependant, il n'a été crédité pour ce rôle que dans l'épisode 7 de la saison 5. Il est également apparu dans un épisode dans le rôle de M. Clampton, le portier.

## Biographie
Freddie Wiles est né Robert Frederick Wiles le 20 novembre 1914 à Londres, en Angleterre.
Il est également apparu dans d'autres séries telles que Dad's Army, Doctor in Charge, Doomwatch, The Benny Hill Show, Oh Brother! et Doctor Who.
Wiles est décédé entre le 1er avril et le 30 juin 1983 à l'âge de 68 ans à Rotherham, Yorkshire du Sud, Angleterre.